# Paksimmondsius
Paksimmondsius is een geslacht van vliesvleugeligen uit de familie Encyrtidae. De wetenschappelijke naam van dit geslacht is voor het eerst geldig gepubliceerd in 1974 door Ahmad & Ghani.

## Soorten
Het geslacht Paksimmondsius is monotypisch en omvat slechts de volgende soort:
- Paksimmondsius pakistanensis Ahmad & Ghani, 1974